# Pasorapa (plaats)
Pasorapa (Quechua: Pasurapa) is een plaats in het departement Cochabamba, Bolivia. Het is de hoofdplaats van de gelijknamige gemeente, gelegen in de Narciso Campero provincie.
Het merendeel van de bevolking spreekt Spaans. Ongeveer een kwart van de bevolking heeft het Quechua als moedertaal. Bij de census van 2012 was het naar aantal inwoners de 141ste plaats van Bolivia.

## Bevolking
| Jaar | Populatie |
| ---- | --------- |
| 1992 | 810       |
| 2001 | 1.114     |
| 2012 | 3.134     |